# Oberpörlitz

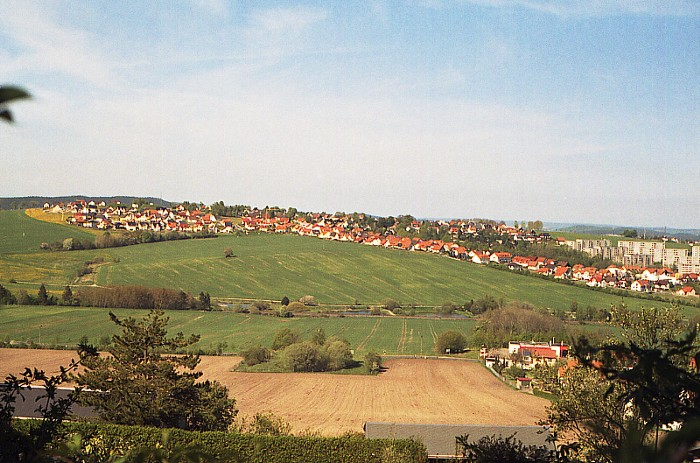
Oberpörlitz, Blick vom Lärcheneck

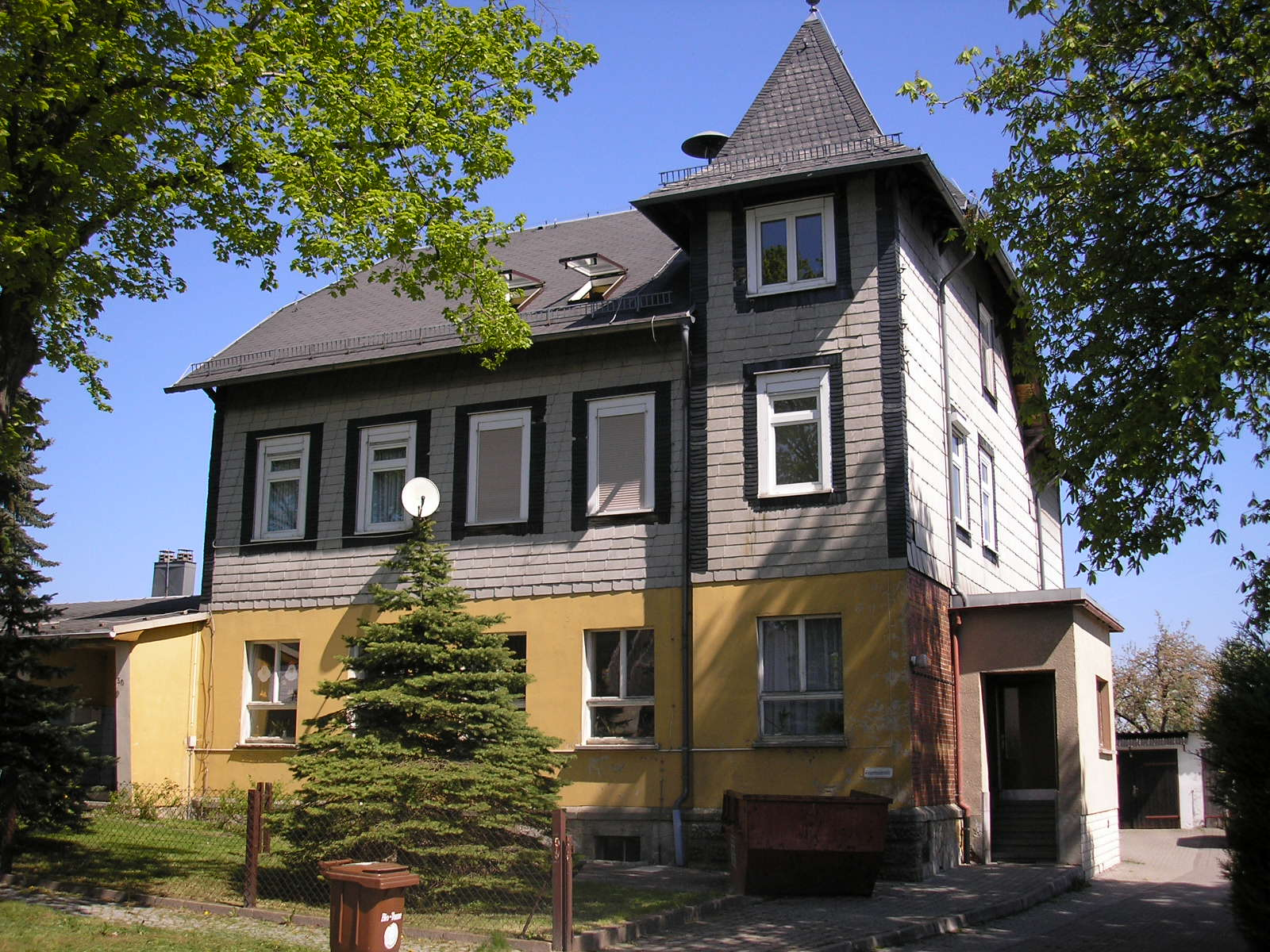
Schulgebäude

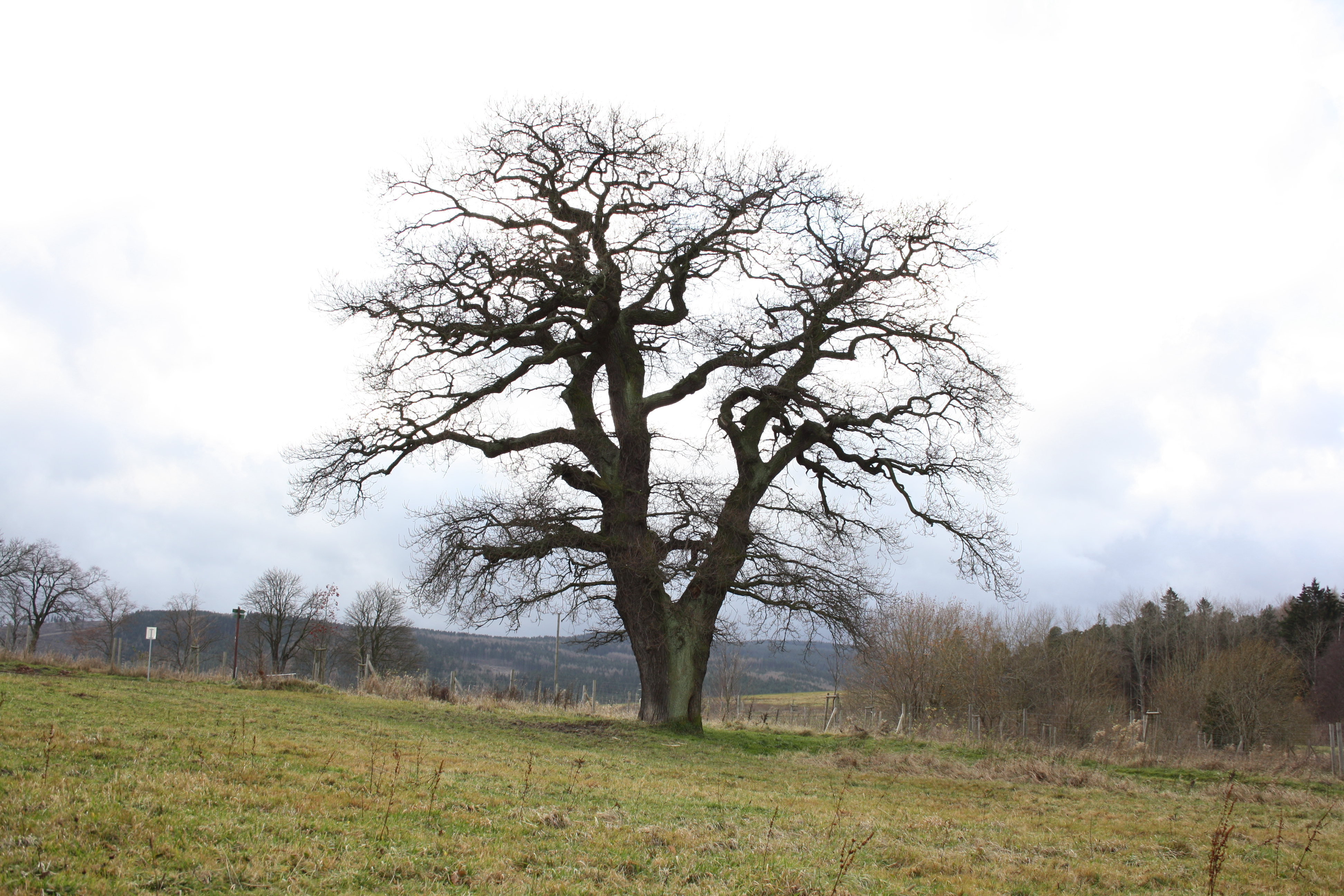
Die Dicke Eiche an den Hirtenbuschteichen westlich des Ortes

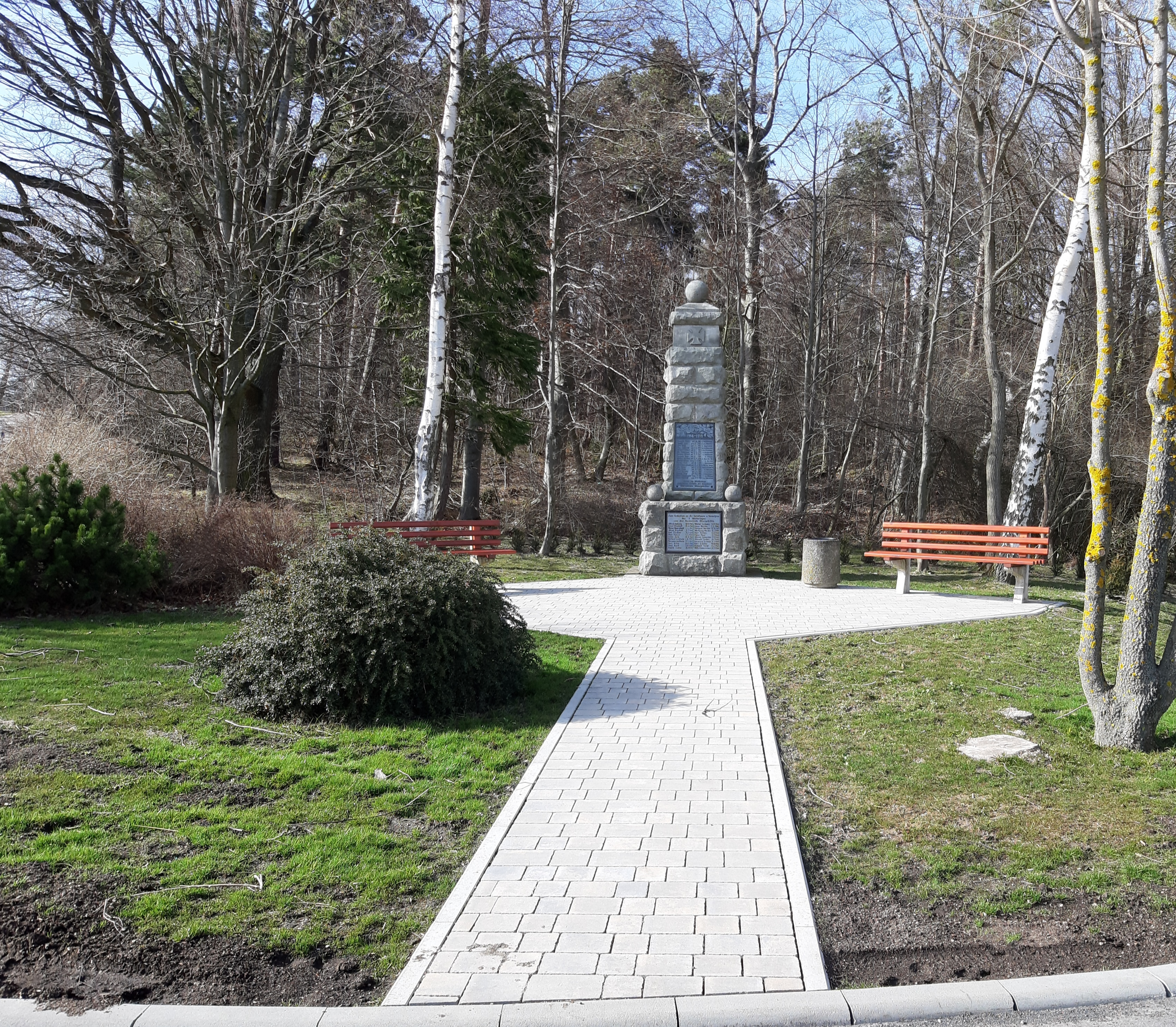
Kriegerdenkmal Oberpörlitz (mit 2019 neu angelegtem Vorplatz) an den Hirtenbuschteichen westlich des Ortes

Oberpörlitz ist ein Ortsteil der Stadt Ilmenau im Ilm-Kreis (Thüringen).

## Geografie
Oberpörlitz liegt auf der Spitze der Pörlitzer Höhe in etwa 585 Metern über NN. Das alte Dorf liegt im Windschatten der Oberpörlitzer Höhe, während das Wohngebiet am Südhang ungeschützt vor Wind und Wetter liegt. Südlich geht Oberpörlitz fließend in Ilmenau über. Die Fläche der Ortsflur beträgt 3,67 km², wovon etwa 41 % bewaldet, 45 % Ackerland und Weiden und etwa 2 % Wasserflächen sind. Die restlichen 12 % sind Siedlungsflächen. Auf Grund der Lage des Ortes an der Stirnseite der Pörlitzer Höhe ist es dort meist windiger als in der Umgebung.
Südlich des Ortes verläuft der Rottenbach.

## Geschichte
Oberpörlitz wurde 1351 erstmals urkundlich erwähnt und 1993 in die Stadt Ilmenau eingemeindet. Zwischen Oberpörlitz und Ilmenau bestand aber seit je eine enge Bindung. Der Ort besaß zu keiner Zeit eine eigene Kirche, sodass die Einwohner den Ilmenauer Gottesdienst mitbesuchten und auf dem Ilmenauer Friedhof beerdigt wurden. So bürgerte sich für Oberpörlitz die Bezeichnung als Ilmenauer Küchendorf ein, da die Oberpörlitzer ihre Kirchensteuer in Naturalien (namentlich Holz, Wolle oder eben Küchenkräuter) anstatt in Geld bezahlen mussten. Die Oberpörlitzer Dorfbewohner lehnten sich im 17./18. Jahrhundert mehrfach gegen die teils rigide agierenden Ilmenauer Amtsmänner auf. Es gab keine Gewerbefreiheit und praktisch keine Selbstverwaltung, jedoch wird seit 1632 von Bürgermeistern in Oberpörlitz berichtet.
Bis zum Jahr 1559 gehörte der Ort zu Unterpörlitz, danach durfte er sich selbst verwalten. Schwere Verwüstungen brachte der Dreißigjährige Krieg über den Ort. Während er in Ilmenau nur etwa 30 % der Einwohner das Leben kostete, so waren es in Oberpörlitz über 65 %. Auch der Siebenjährige Krieg brachte Not und Elend über die Einwohner des Ortes. Ein Problem von Oberpörlitz war immer die Wasserknappheit, da das Dorf auf einer Bergkuppe liegt und somit die Grundwasservorkommen sehr tief liegen. Abhilfe wurde 1893 geschaffen, als man eine Wasserleitung von Roda nach Oberpörlitz verlegte. Erst 1899 entstand die Oberpörlitzer Schule, die schon 1950 wieder geschlossen wurde. Bis dahin besuchten die Kinder die Ilmenauer Schulen mit. Der Anschluss des Ortes an das Stromnetz erfolgte 1913, der an das Gasnetz 1926 und der an das Abwassernetz 1928.
Zum Ende des Zweiten Weltkrieges (genauer am 10. April 1945) beschossen die US-Truppen das Dorf, wobei fünf Häuser zerstört wurden. Der Schaden belief sich auf 180.000 Reichsmark. Nach dem Zweiten Weltkrieg wurden viele neue Einrichtungen in Oberpörlitz eröffnet, z. B. das Schwimmbad 1958 im Leiterbachstal, das nach 1990 endgültig geschlossen wurde (Renaturierung des Terrains).
In den Jahren 1995 bis 2002 entstand im Südwesten des Ortes ein Wohngebiet, in dem etwa 900 Menschen leben.

### Einwohnerentwicklung
- um 1450: ~ 30 Einwohner
- 1705: ~ 70 Einwohner
- 1804: 104 Einwohner
- 1879: 147 Einwohner
- 1901: 256 Einwohner
- 1912: 356 Einwohner
- 1932: 378 Einwohner
- 1964: 353 Einwohner
- 1990: 332 Einwohner
- 1993: 408 Einwohner
- 1995: 527 Einwohner
- 1997: 694 Einwohner
- 2000: 1055 Einwohner
- 31. Dezember 2002: 1229 Einwohner
- 31. Dezember 2003: 1240 Einwohner
- 30. Juni 2004: 1234 Einwohner
- 30. Juni 2005: 1255 Einwohner
- 30. Juni 2006: 1290 Einwohner
- 30. Juni 2007: 1290 Einwohner
- 30. Juni 2012: 1339 Einwohner

## Politik
Der ehrenamtliche Ortsbürgermeister ist Wolfgang Heinz. Er wurde zuletzt bei den Kommunalwahlen in Thüringen am 26. Mai 2024 im Amt bestätigt. Zusammen mit acht weiteren Mitgliedern bildet er den Ortsteilrat von Oberpörlitz.

## Kultur
Oberpörlitz ist eines der wenigen Dörfer im Ilm-Kreis, das keine eigene Kirche und keinen eigenen Friedhof besitzt. Die Einwohner besuchten von jeher den Ilmenauer Gottesdienst.
Im Ort liegt ein großer Reiterhof mit Reithalle.

## Wirtschaft und Verkehr
In Oberpörlitz befinden sich mit dem Hauptsitz des Verlages grünes herz, dem größten touristischen Verlag Thüringens, und dem RhinoVerlag regional bedeutende Verlage.
Im Gewerbegebiet An der B4 westlich des Ortes haben sich etwa 60 Unternehmen angesiedelt. Früher besaß das Dorf bedeutende Landwirtschaft.
Straßen gibt es nach Ilmenau, Unterpörlitz, Roda und Martinroda. 1998 wurde 1,5 km südöstlich des Ortes der Haltepunkt Pörlitzer Höhe an der Bahnstrecke Erfurt–Ilmenau angelegt.
Etwa 2 km vom Ort entfernt in Richtung Martinroda befindet sich die Anschlussstelle Ilmenau-West der Thüringer-Wald-Autobahn A 71.

## Sonstiges
Die ortstypische mundartliche Bezeichnung für Oberpörlitz lautet „Iberperltz“.